# Olinto Marella
Olinto Marella (* 14. Juni 1882 in Pellestrina, Königreich Italien; † 6. September 1969 in San Lazzaro di Savena, Italien) war ein römisch-katholischer Priester der Erzdiözese Bologna. In der katholischen Kirche wird er seit dem 4. Oktober 2020 als Seliger verehrt. Sein Gedenktag ist der 6. September.

## Leben

### Jugend und die ersten Jahre als Priester
Giuseppe Olinto Marella wurde am 14. Juni 1882 in Pellestrina auf einer Insel bei Venedig in eine wohlhabende Familie geboren. Sein Vater, ein Arzt auf der Insel, starb 1903 und ließ seine Witwe Carolina de Bei, eine Lehrerin, mit drei kleinen Söhnen zurück. Olinto, der zweite Sohn, zeigte dank der besonderen Fürsorge seines Onkels, Monsignore Giuseppe M. Marella, schon in seiner Jugend eine Neigung für das priesterliche Leben.
Nach seinem Schulabschluss wurde der junge Olinto nach Rom geschickt, um seine Studien am Kolleg Apollinare, dem Höheren Institut für kirchliche Studien, fortzusetzen, wo er sich mit seinem Klassenkameraden Angelo Roncalli, dem späteren Papst Johannes XXIII., anfreundete.
Am 17. Dezember 1904 wurde Pater Olinto zum Priester geweiht und feierte seine erste heilige Messe in seiner Heimatstadt. Als aufgeschlossener und brillanter Priester wurde er mit der Aufgabe betraut, im Priesterseminar in Chioggia zu unterrichten. 1909 gründete er mit Hilfe seines Bruders Tullio, einem Ingenieurstudenten, das Ricreatorio Popolare in Pellestrina. Dort versammelte er in kurzer Zeit die Kinder der Gemeinde um sich, um sie mit modernen Methoden zu unterrichten, was ihm aber viele Probleme bereiten sollte.
Im selben Jahr, am 25. September 1909, wurde Pater Olinto Marella „a divinis“ suspendiert und es wurde ihm verboten, in der Diözese die Eucharistie zu empfangen und selber zu feiern, weil er dem exkommunizierten Romolo Murri, seinem Freund seit dem Priesterseminar, Gastfreundschaft gewährt hatte.
So war Olinto gezwungen, seine Heimat zu verlassen, und er begann als Lehrer in verschiedenen italienischen Städten umherzuziehen, wo es ihm gelang, Lehrstellen zu erhalten. Im Jahr 1916 erwarb er einen Abschluss in Geschichte und Philosophie. Im Jahr 1919 wurde er als Dozent für Philosophie an das Liceo Canova in Treviso berufen. Er lehrte in Messina, Pola, Rieti und Padua. Er gab auch die Übersetzung von G. B. Vicos Buch „De nostri temporis studiorum ratione“ und andere Bücher über Pädagogik heraus. Er war Mitglied der Zentralen Kommission für die Überarbeitung von Schulbüchern. 1924 kam er als Lehrer für Geschichte und Philosophie an die renommierten Licei Galvani und Minghetti in Bologna, wo er bis 1948 blieb.

### Rehabilitation und Wirken in Bologna
Am 2. Februar 1925, dem Fest der Darstellung im Tempel, hob Kardinal Nasalli Rocca die Suspendierung „a divinis“ von Pater Olinto Marella auf, rehabilitierte ihn und nahm ihn in die Diözese Bologna auf, wo er endlich sein Priesteramt wieder ausüben konnte und vor allem in den Außenbezirken der Stadt den Armen und Verwahrlosten half. Später, nach dem Bau der Gemeindehäuser in der Via Vezza, Piana, Pier Crescenzi, Mascarella und Scipione del Ferro, leitete er die religiöse Betreuung in den Stadtgebieten. Er verwandelte einige der Keller der neu errichteten Gebäude, die als „bescheidene“ Gebäude bekannt waren, in kleine Kapellen. In seiner Wohnung in der Via S. Mamolo 23 beherbergte er zehn kleine Waisenkinder und gleichzeitig fanden dort auch politisch Verfolgte Zuflucht.
Er wurde selber zum Bettler, um die Lage der Armen zu teilen und besser zu verstehen. Auf einem einfachen Klappstuhl war er den notleidenden Menschen auf der Straße besonders nahe. Während des Krieges hat er unzählige mutige Gesten der Nächstenliebe vollbracht: so nahm er eine beeindruckende Anzahl von Waisen, Vertriebenen und Armen aller Art in seinen Flüchtlingshäusern auf.
Er baute Kirchen, bettelte Tag und Nacht vor Vergnügungsstätten und an stark frequentierten Plätzen der Stadt und schaffte es sogar, von der Stadtverwaltung ein altes Lagerhaus zu erwerben, das 1948 in die erste rudimentäre „Città dei Ragazzi“ in der Via Piana in Bologna umgewandelt wurde. Im selben Jahr gab er seine Lehrtätigkeit auf, um sich voll und ganz „seinen Jungs“ zu widmen. In den folgenden Jahren erhielt Pater Marella verschiedene Auszeichnungen wie die beiden „Premi della Bontà“ (Preise der Güte) der Region und der Provinz sowie den Angelo-Motta-Preis.
Sein Ruf als Heiliger wuchs bei den Menschen stetig an, während er für einige seiner Mitbrüder zu jemandem wurde, der unter Kontrolle gehalten werden musste, weil er zu progressiv war; in der Tat wurde vom Heiligen Offizium in Rom jährlich ein schriftlicher Bericht vom Bischof von Bologna über das Verhalten dieses allzu originellen und innovativen Priesters verlangt.
Im Jahr 1960 schrieb Papst Johannes XXIII. einen Brief an Kardinal Lercaro mit einer großzügigen Spende zugunsten der Wohltätigkeitsarbeit seines Schulfreundes Pater Marella. Am 8. Oktober 1968 diktierte Pater Olinto sein geistliches Testament und ernannte Pater Alessandro Mercuriali zu seinem Nachfolger.

### Tod
Am 6. September 1969 starb er im Alter von 87 Jahren im Kreise „seiner Kinder“, nachdem er die Sterbesakramente empfangen hatte. Er hinterließ ein großartiges Werk der Nächstenliebe, das auch 50 Jahre nach seinem Tod noch an der Seite der Armen tätig ist.
Seit 1980 ist der Leichnam Pater Marellas in der Kirche Sacra Famiglia in San Lazzaro beigesetzt, wie er es sich gewünscht hatte: „In der Nähe meiner Kinder“.

## Seligsprechung
Die Einleitung des Seligsprechungsprozesses erfolgte am 20. Oktober 1995 mit der Erklärung des „nihil obstat“. Der Prozess wurde in Bologna eröffnet und dauerte vom 8. September 1996 bis zum 17. Dezember 2005. Im Jahr 2007 wurde der Prozess wurde positiv bewertet. Die Dokumentation wurde in der Positio zusammengefasst und 2008 der Kongregation für die Selig- und Heiligsprechungsprozesse vorgelegt.
Papst Franziskus bestätigte den heroischen Tugendgrad und verlieh ihn am 27. März 2013 den Titel „Ehrwürdiger Diener Gottes“.
Ein Wunder, das seiner Fürsprache zugeschrieben wird, wurde untersucht und letztendlich am 28. November 2019 von Papst Franziskus anerkannt, so dass Marella am 4. Oktober 2020 in Bologna von Kardinal Matteo Maria Zuppi im Auftrag des Papstes seliggesprochen werden konnte.

## Gedenktag
Der liturgische Gedenktag ist sein Todestag, der 6. September.